# Província de Nagato
Nagato (長門国, Nagato no kuni), comumente conhecida como Chōshū (長州), Foi uma antiga província do Japão, no extremo ocidental da ilha de Honshū, na área que hoje é a prefeitura de Yamaguchi. Nagato fazia fronteira com as províncias de Iwami e Suō.

Mapa das províncias japonesas (1868) com a província de Nagato em destaque

Embora a antiga capital se localizasse em Shimonoseki, Hagi era a sede do Domínio de Chōshū durante o Período Edo. Nagato foi governada pelo clã Mōri antes e após a Batalha de Sekigahara. 
Em 1871, com a  abolição dos domínios feudais e o estabelecimento das prefeituras (Haihan Chiken) depois da Restauração Meiji, as províncias de Nagato e Suō foram combinadas para formar a prefeitura de Yamaguchi.  
Historicamente, a oligarquia que subiu ao poder após a Restauração Meiji de 1868 tinha uma forte representação da província de Chōshū, sendo Itō Hirobumi, Outros nativos famosos pelo papel na restauração incluem Yoshida Shōin, Takasugi Shinsaku e Kusaka Genzui, entre outros.
O couraçado japonês Nagato recebeu seu nome da província.